# 샬럿 스튜어트

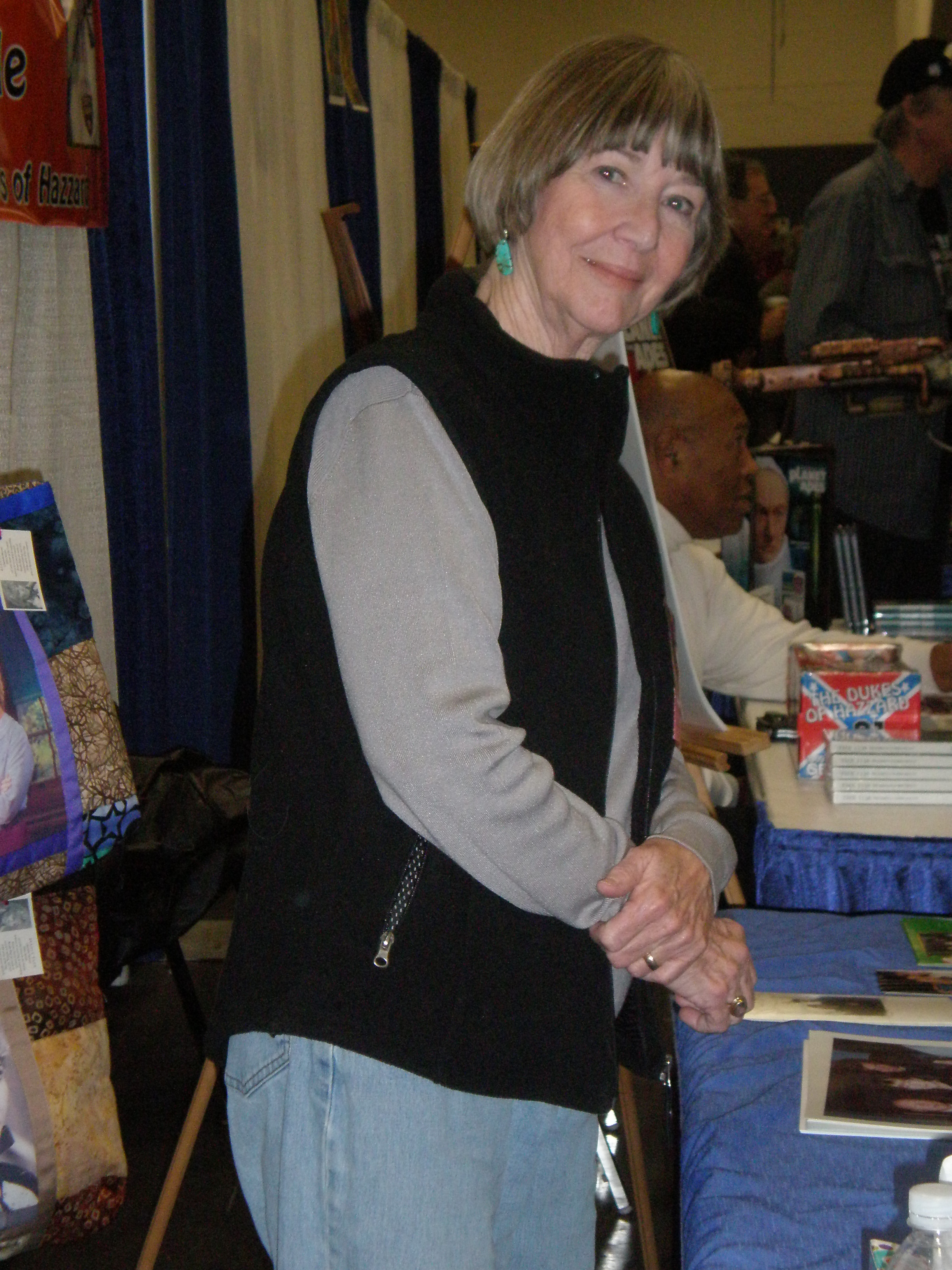

샬럿 스튜어트(영어: Charlotte Stewart, 1941년 2월 27일 ~ )는 미국의 배우이다.
유바 시티에서 태어났다.

## 방송
- 트윈 픽스
- 아들과 딸들
- 초원의 집
- 더 영 앤 더 레스트리스

## 영화
- 불가사리 3 (2001년)
- 비버리 힐스의 아우성 (1998년)
- 다크 엔젤 (1994년)
- 불가사리 (1990년) - 낸시 스턴굿 역
- 코치 (1989년)
- 마그마 탐험대 (1989년)
- 버디 버디 (1981년)
- 아들과 딸들 (1977년)
- 이레이저 헤드 (1977년)
- 초원의 집 - TV 시리즈 (1974년)
- 더 영 앤 더 레스트리스 (1973년)
- 닥터 게논 (1969년)
- 스피드웨이 (1968년)
- FBI (1965년)
- 가는 실 (1965년)
- 보난자 (1959년)
- 딜론 보안관 (1955년)